# Provinz Maputo
Die Provinz Maputo liegt ganz im Süden Mosambiks und ist etwa 26.058 km² groß.
Die Hauptstadt der Provinz Maputo ist die Stadt Matola. Die Hauptstadt Mosambiks, Maputo Cidade, wird von dieser Provinz umgeben, sie ist aber verwaltungsrechtlich eigenständig.
In der Provinz Maputo leben etwa 2,0 Millionen Menschen (Zensus 2017).

## Administrative Gliederung
Die Provinz Maputo ist noch einmal in acht Distrikte (distritos) unterteilt, vier davon haben den Status eines Munizips (município), sodass die Bevölkerung in diesen ihre Verwaltung selbst wählen kann. Für die anderen Distrikte werden die Leitungen vom Gouverneur der Provinz bzw. der Zentralregierung ernannt.
- Boane (Munizip)
- Magude
- Manhiça (Munizip)
- Marracuene
- Matutuíne
- Matola (Munizip)
- Moamba
- Namaacha (Munizip)